# Katinka Wiltenburg
Katinka Wiltenburg (7 september 1959) is een Nederlandse voormalige triatlete, duatlete en atlete. Ze werd zesmaal Nederlands kampioene, waarvan driemaal op de triatlon op de lange afstand en driemaal op de wintertriatlon. Ook vertegenwoordigde ze Nederland bij diverse grote internationale wedstrijden.

## Loopbaan
Wiltenburg won in haar sportieve loopbaan driemaal een Ironman, namelijk de Ironman Europe (1993) en de Ironman Lanzarote (1993, 1996). Er zijn slechts twee Nederlandse vrouwen ooit onder de magische negen uur gekomen op de hele afstand. Wiltenburg is daar een van. Deze prestatie leverde ze in 1996 bij het NK lange afstand in Almere, waarmee ze eveneens de wedstrijd winnend afsloot.
Katinka Wiltenburg was ook succesvol als atlete. Zo won ze in 1992 de Groet uit Schoorl Run in 1:19.06.

## Titels
- Nederlands kampioene triatlon op de lange afstand: 1995, 1996, 1997
- Nederlands kampioene triatlon op de olympische afstand - 1991
- Nederlands kampioene wintertriatlon: 1991, 1994, 1995

## Belangrijke prestaties

### triatlon
- 1990:  NK olympische afstand in Veenendaal - 2:08.34
- 1991:  NK olympische afstand in Dirksland - 2:01.46
- 1991:  NK + EK lange afstand in Almere - 9:52.45
- 1991: 26e EK olympische afstand in Genève - 2:17.36
- 1992: 17e EK olympische afstand in Lommel - 2:10.11
- 1992: 5e Ironman Europe in Roth - 9:11.16
- 1992: 8e Ironman Hawaï - 9:46.46
- 1993:  NK lange afstand in Almere - 9:39.04
- 1993:  Ironman Europe in Roth - 9:18.49
- 1993:  Ironman Lanzarote - 10:18.18
- 1993: 4e EK lange afstand in Embrun - 12:13.55
- 1993: 10e Ironman Hawaï - 9:38.39
- 1994:  Ironman Lanzarote - 9:54.47
- 1995:  NK lange afstand in Almere - 9:02.32
- 1995: 7e WK lange afstand in Nice - 6:47.35
- 1995:  Ironman Lanzarote - 9:55.52
- 1996:  Strongman Japan
- 1996:  NK lange afstand in Almere - 8:56.57
- 1996: 30e WK lange afstand in Muncie - 4:38.39
- 1996:  Ironman Lanzarote - 10:13.27
- 1997:  NK lange afstand in Almere - 9:12.52
- 1997:  Ironman Lanzarote - 10:28.29
- 1997:  Strongman Japan - 8:49.08

### wintertriatlon
- 1991:  NK in Assen - 6:14.44
- 1992:  NK in Assen - 6:14.46
- 1994:  NK in Assen - 2:36.07
- 1995:  NK in Geleen - 3:04.36
- 1997:  WK in Mals - 2.04.32

### duatlon
- 1991:  NK in Nieuwegein - 1:29.27
- 1992:  NK in Den Dungen - 1:29.12
- 1992:  EK in Madrid - 1:32.41

### atletiek
- 1992:  Groet uit Schoorl Run - 1:19.06
- 1997: 20e Zevenheuvelenloop - 56.52
- 2000:  Slachtemarathon - 3:03.47
- 2003:  V35 Groet uit Schoorl Run - 1:21.26
- 2007:  V45 Venloop - 1:28.20
- 2007:  V45 halve marathon van Texel - 1:31.28